# 在デンパサール日本国総領事館
在デンパサール日本国総領事館（インドネシア語: Konsulat Jenderal Jepang di Denpasar、英語: Consulate-General of Japan in Denpasar）は、バリ島などを擁するインドネシア共和国バリ州の州都デンパサールに設置されている日本の総領事館である。
インドネシアの祝日に加えて、バリ州の移動祝日ガルンガンも休館日となっている。

## 沿革
- 1949年12月27日、4年以上にわたる独立戦争を経て、インドネシアがオランダから独立する。[2]
- 1952年4月28日、サンフランシスコ平和条約の発効により日本国が独立する。[3]
- 1958年4月15日、日本国とインドネシア共和国との平和条約及び日本国とインドネシア共和国との間の賠償協定が発効し、日本とインドネシアの国交が樹立される。[4][5]
- 1980年、在スラバヤ日本国総領事館所轄の在デンパサール出張駐在官事務所（在デンパサール駐在官事務所）が開設される。[6]
- 2006年1月1日、デンパサールの出張駐在官事務所及びその管轄地域が在スラバヤ日本国総領事館の所轄から外れて、在デンパサール日本国総領事館に昇格する。[7]

## 住所

### 所在地
| 日本語               | バリ州デンパサール市レノン、ジャラン・ラヤ・ププタン170番 |
| インドネシア語・英語 | Jl. Raya Puputan No.170, Renon, Denpasar, Bali            |

### 私書箱
| 日本語               | バリ州デンパサール市私書箱3432番  |
| インドネシア語・英語 | P.O. Box No. 3432, Denpasar, Bali |

## 管轄地域
バリ州、西ヌサ・トゥンガラ州及び東ヌサ・トゥンガラ州を管轄。